# プルーンベリー症候群
プルーンベリー症候群（英: Prune belly syndrome）、イーグル・バレット症候群（英: Eagle-Barrett syndrome）、先天性腹壁筋欠損症/低形成（英: Abdominal muscle deficiency syndrome, Congenital absence of the abdominal muscles）は、稀な遺伝的先天性欠損症で、約4万人に1人の割合で発症する。罹患者の約97％が男性である。プルーンベリー症候群は泌尿器系の先天性障害であり、腹筋欠損、尿路異常、腹部停留精巣の三徴候を特徴とする。1839年にFrölichが初めて報告した。プルーンベリー症候群という名前は、罹患児の腹部にしばしば見られる皺の寄った皮膚の塊にちなんで付けられた。

## 徴候・症状
プルーンベリー三徴候は以下の3つ：
- 腹壁（英語版）の筋肉の部分的または完全な欠如。腹部を覆う皮膚に皺状の襞が見られることがある。
- 男児における停留睾丸
- 巨大尿管（英語版）、膨張膀胱、膀胱から尿管・腎臓への尿の逆流・貯留（膀胱尿管逆流）などの尿路異常

他の症候（合併のない例もある）：
- 尿を適切に排出できないことによる、尿路感染症の頻発。
- 房室中隔欠損や動脈管開存症
- 腸捻転
- 内反尖足
- 思春期後、射精後の不快感がよく見られるようになる。膀胱痙攣の可能性が高く、約2時間続く。
- 筋骨格系の異常としては、漏斗胸、脊椎側彎症、股関節を含む先天性関節脱臼などがある。プルーンベリー症候群では関連する筋骨格系異常の有病率が高いため、その診断には徹底的な整形外科的評価が必要である[7]。
- 肺または肺葉の低形成（英語版）、炎症、拡張不全[8]

腹壁の一部/片側欠損のある男児、片側停留精巣の見られる男児、腹壁弛緩を伴う女児は偽プルーンベリー症候群（英: Pseudo Prune Belly syndrome: PPBS）に分類される。

### 合併症
プルーンベリー症候群では、膀胱や腸などの内臓が膨張し、肥大することがある。手術が必要になることが多いが、臓器を正常な大きさに戻すことはできない。膀胱縮小術では、筋肉が不足しているため、膀胱が再び以前の大きさまで拡張することが示されている。腎臓が肥大・変形することによって合併症が生じることもあり、その結果、腎不全に陥り、透析を受けるか、腎臓移植が必要になることもある。しかし、プルーンベリー症候群の患者の多くは身体的にも精神的にも健康であり、適切な治療を受ければより長く健康的な生活を送ることが可能である。

## 診断
プルーンベリー症候群は、胎児期に超音波検査で診断できる。尿路拡張、膀胱頸部閉塞、膀胱壁膨張、腹壁筋群の欠損を伴う異常に大きな腹腔が重要な指標となる。
幼い子供の場合は尿路感染症は通常稀であるため、プルーンベリー症候群の前兆である場合が多い。問題が疑われる場合、医師は血液検査を行って腎機能をチェックすることができる。また、この症候群を示唆する検査として、排尿時膀胱尿道造影検査がある。
プルーンベリー症候群は殆どが男性に見られる。常染色体劣性遺伝が示唆される場合もある。染色体1q43にあるムスカリン性コリン作動性受容体3遺伝子（CHRM3 ）のホモ接合体変異が1家族に報告されている。
治療の種類は、殆どの疾患と同様、症状の重症度によって異なる。膀胱造瘻術を行うことも選択肢の1つであり、これにより腹部にある小さな穴からの排尿が可能になり、尿路感染症の予防に有効である。同様に、1日に数回の自己カテーテル留置を継続的に行うことも、感染症予防に効果的である。より抜本的な処置は、腹壁と尿路の外科的「修復」である。男児の場合、精巣を陰嚢内の適切な位置に移動させるために、精巣固定術を受ける必要がある。